# Bantamia
Genre
Bantamia est un genre éteint de coraux durs de la famille des Oculinidae.

## Liste d'espèces
Selon World Register of Marine Species (10 juillet 2015), le genre Bantamia comprend l'espèce suivante :
- Bantamia gerthi Yabe & Eguchi, 1943 †